# Parafia św. Jana Chrzciciela w Rozdrażewie
Parafia Świętego Jana Chrzciciela w Rozdrażewie – parafia rzymskokatolicka należąca do dekanatu Koźmin diecezji kaliskiej. Została utworzona w XIII wieku. Prowadzą ją księża diecezjalni.